# Vigyázat, gyerekkel vagyok!
A Vigyázat, gyerekkel vagyok! licencszerződésen alapuló televíziós vetélkedő. A műsor eredetije 2014-ben indult az Egyesült Királyságban Big Star's Little Star néven. Műsorvezetője Ördög Nóra.
A műsor először 2017. március 1-jén került adásba a TV2-n.

## A műsor menete
Sztárok és gyermekük küzdenek meg, a verseny 
során sok vicces történet is kiderül a sztárok magánéletéről! A műsorban naponta három páros mérkőzik meg egymással. A legtöbb pontot gyűjtő párnak egy hatalmas memóriatáblán kell megjegyezniük az ábrákat. Minden eltalált par százezer forintot ér, az összegyűjtött összeget jótékony célra ajánlja fel.

## Évadok
| Évad | Évad | Epizódok | Sugárzás         | Sugárzás           | Műsorvezető | Vendég műsorvezető | Adó |
| Évad | Évad | Epizódok | Évadbemutató     | Évadzáró           | Műsorvezető | Vendég műsorvezető | Adó |
| ---- | ---- | -------- | ---------------- | ------------------ | ----------- | ------------------ | --- |
|      | 1.   | 26       | 2017. március 1. | 2017. június 2.    | Ördög Nóra  |                    |     |
|      | 2.   | 30       | 2017. október 2. | 2017. december 23. | Ördög Nóra  | Majka              |     |
|      | 3.   | 15       | 2023. január 2.  | 2023. február 12.  | Ördög Nóra  |                    |     |

Az első évad 2017. március 1-én indult a TV2-n. Az évad utolsó epizódja 2017. június 2-án volt. A második évad 2017. október 2-án indult. Az évad 2017. december 23-án ért véget. Fischer Gábor a Big Picture konferencián bejelentette, hogy visszatér a műsor. A harmadik évad 2023. január 2-án indult. A harmadik évad 2023. február 12-én ért véget. A három évadot változatlanul Ördög Nóra vezette, kivéve egy adást, amikor Majka volt.

## Szereplők
| – Napi győztesek |

| Adás | 1. évad (2017)                        | 1. évad (2017)                      | 1. évad (2017)                       | 2. évad (2017)                      | 2. évad (2017)                         | 2. évad (2017)                        | 3. évad (2023)                    | 3. évad (2023)                      | 3. évad (2023)                   |
| ---- | ------------------------------------- | ----------------------------------- | ------------------------------------ | ----------------------------------- | -------------------------------------- | ------------------------------------- | --------------------------------- | ----------------------------------- | -------------------------------- |
| 1.   | Rubint Réka és Zalán                  | Tóth Frank, Frotti és Freia         | Majoros Hajnalka és Marián           | Majka és Marián                     | Pápai Joci, Zalán és Hanna             | Horváth Tina és Vivien                | Köllő Babett és Milla             | Harsányi Levente és Lilla           | Nagy Noémi és Dimitri            |
| 2.   | Jakupcsek Gabriella és Emma           | Torghelle Sándor és Evelin          | Mészáros Árpád Zsolt és Merse        | Miller Zoltán és Emma               | Dolhai Attila és Anna                  | Németh Kristóf és Lőrinc              | Horváth Éva és Kristóf            | Somfai Péter és Málna               | Sebestyén Katja és Lilla         |
| 3.   | Doszpot Péter, Zoé és Zia             | Farkasházi Réka és Rebeka           | Fekete László, Amina és Leila        | Hódi Pamela és Natasa               | Suzy és Zsuzsanna                      | Szögeczki Ágnes és Patrik             | Győrfi Pál és Lilla               | Dombóvári Vanda és Gergő            | Fejős Éva és Linda               |
| 4.   | Erdei Zsolt és Viktor                 | Horváth Alexandra és Cristofer      | Győrfi Pál és Aliz                   | Tápai Szabina és Bence              | Walkó Csaba és Milán                   | Lotfi Begi és Zara                    | Pápai Joci és Zalán               | Voksán Virág és Béni                | Gitano Nagy Laci és Lili         |
| 5.   | Gregor Bernadett és Álmos             | Czutor Zoltán és Simon              | Emilio és Vivien                     | Acél Réka és Sára                   | Kovács Róbert és Kincső                | Czippán Anett és Olivér               | Bódi Csabi és Lilien              | Fésűs Nelly és Elza                 | Rácz Gergő és Lorina             |
| 6.   | Demcsák Zsuzsa és Tamara              | Konta Barbara és Franciska          | Növényi Norbert és Nándor            | Keleti Andrea és Máté               | Győrfi Pál és Ádám                     | Dr. Almási Kitti, Eszter és Mia       | Gáspár Laci és Noel               | Keveházi Krisztina, Miron és Nimród | Czutor Zoltán és Miksa           |
| 7.   | Edvin Marton és Maxim                 | Kálloy Molnár Péter és Szofi        | Ábel Anita és Luca                   | Curtis és Tibor                     | Lisztes Krisztián és Krisztián         | Kovács Áron és Máté                   | Emilio és Vivi                    | Konkoly Ági és Zoé                  | Lipcsei Betta és Krisztián       |
| 8.   | Erdélyi Mónika és Molli               | Apáti Bence és Kadosa               | Judy és Maja                         | Sarka Kata, Noémi és Dávid          | Doszpot Evelin, Zoé és Zia             | Beszeda Gábor és Zalán                | Szögeczki Ági és Patrik           | Kása András és Bandesz              | Som-Balogh Edina és Noel         |
| 9.   | Görög Zita és Lotti                   | Szabó Eszter és Armand              | Pulai Imre és Lili                   | Katus Attila és Milla               | Weisz Viktor és Maja                   | Muri Enikő és Zétény                  | Sági Szilárd, Szabolcs és Szilárd | Kollányi Zsuzsi, Bence és Bálint    | Lotfi Begi, Zazi, Zorán és Zalán |
| 10.  | Csisztu Zsuzsa és Krisztián           | Laky Zsuzsanna és Luca              | Rippel Ferenc és Herkules            | Schóbert Norbert és Zalán           | Rubint Réka és Lara                    | Rubint Rella és Norbert               | Hornyák Hajnalka és Olivér        | Harcsa Norbert és Jelina            | Horváth Boldi és Máté            |
| 11.  | Janza Kata és Samu                    | Takács Tamás és Luca                | Polyák Lilla és Bulcsú               | Bodrogi Gyula, Enikő és Bence       | Végvári Ádám, Júlia és Mandula         | Fekete László, Markusz és Martin      | Dobó Ágnes és Nataniel            | Dietz Gusztáv és Lujzi              | Suhajda Dániel, Léna és Bella    |
| 12.  | Schóbert Norbert és Lara              | Bombera Krisztina és Nóra           | Kiss Endre, Bodza, Kiara és Larissza | Onyutha Judit és Marcell            | Pallavicini Zita és Lavínia            | Szécsi Zoltán, Júlia, Marcell és Zénó | Kulcsár Edina és Medox            | Nyári Darinka és Zoé                | Sastin Marianna és Olivér        |
| 13.  | Berki Krisztián és Natasa             | Szulák Andrea és Rozina             | Ganxsta Zolee és Zoé                 | Homonnay Zsolt és Zsombor           | Temesvári Andrea és Milán              | Nagy Viktor, Samu és Olívia           | L.L. Junior és Lacika             | Völgyesi Gabriella és Martin        | Kirchknopf Gergő és Lola         |
| 14.  | Szandi és Lentulay Krisztián          | Dér Heni és Juhos Zsófi             | Feke Pál és Kornis Anna              | Dobó Ágnes és Benedikt              | Laky Zsuzsanna, Lujza és Luca          | Gombosi Adrienn, Noel és Maxim        | Ambrus Attila és Anna             | Aryee Claudia Dedei (Tücsi) és Nara | Katona Gitta és Mia              |
| 15.  | Nagy Bandó András és Gvendolin        | Végh Judit és Bence                 | Pápai Joci és Zalán                  | Dévényi Tibor és Máté               | Nádas György és Lili                   | Kautzky Armand és Lucia               | Szécsi Zoltán és Zénó             | Kunovics Katinka és Katika          | Besenczi Árpád, Zsongor és Hella |
| 16.  | Jolly és Zsuzsanna                    | Rácz Béla és Napsugár               | Kasuba L. Szilárd és Virág           | Debreczeni Zita és Dornia           | Mujahid Zoltán, Frotti, Freia és Frida | Voksán Virág és Dorina                | -                                 | -                                   | -                                |
| 17.  | Fodor Zsóka és Pipi                   | Miskovits Márton és Caren           | Kocsis Tibor és Hanna                | Karda Beáta és Viktória             | Nyári Aliz, Nyári Edit és Tádé         | Nyertes Zsuzsa és Danó                | -                                 | -                                   | -                                |
| 18.  | Pintácsi Viktória és Zolna            | Bebe és Dániel                      | Vásáry André és Emese                | Bódi Sylvi és Annaléna              | Kecskés Tibor, Benedek és Zsófia       | Kovácsovics Fruzsina és Zétény        | -                                 | -                                   | -                                |
| 19.  | Pachmann Péter és Balázs              | Fésűs Nelly és Csenge               | Pintér Tibor és Máté                 | Kozma Orsolya, Anna és Sára         | Varga Ferenc, Róza és Dániel           | Szabó Patrícia és Rozina              | -                                 | -                                   | -                                |
| 20.  | Kaszás Géza, Lilla és Nimród          | Keveházi Krisztina, Miron és Nimród | Balzsay Károly, Jázmin és Hanna      | Mága Zoltán és Zoltán               | Szabó P. Szilveszter és Panna Hanna    | Ujlaki Dénes és Gáspár                | -                                 | -                                   | -                                |
| 21.  | Kovács Róbert és Kincső               | Völgyesi Gabriella és Martin        | Klausmann Viktor és Tamara           | Baranyi László és Kamilla           | Dzsupin Ibolya, Gábor és Tamás         | Kárász Zénó és Buda                   | -                                 | -                                   | -                                |
| 22.  | Malek Andrea és Léna                  | Czippán Anett és Olivér             | Kökény Attila és Lajos               | Megyeri Csilla és Rebeka            | Müller Attila és Szilvia               | Nagy Adrienn és Kristóf               | -                                 | -                                   | -                                |
| 23.  | Oláh Gergő, Karla és Denisz           | Novodomszky Éva és Marco            | Éliás Gyula és Dániel                | Nagy Tamás, Luca, Anna és Zsófia    | Dallos Bogi, Lili és Panna             | Kulcsár Edina és Csinszka             | -                                 | -                                   | -                                |
| 24.  | Balázs Péter Dominik, Félix és Vilmos | Gombosi Adrienn és Noel             | Tóth Szabolcs és Olivér              | Szőcs Renáta és Ákos                | Kárász Eszter, Dorka és Janka          | Lola és Benedek                       | -                                 | -                                   | -                                |
| 25.  | Bock Attila "Márió" és Eszter         | Böde Dániel és Dániel               | Székhelyi József és Sára             | Iváncsik Gergő és Máté              | Gulyás Péter és Lili                   | Gál Csaba Boogie és Barnabás          | -                                 | -                                   | -                                |
| 26.  | Csollány Szilveszter és Kincső        | Balássy Betty és Róza               | Váczi Gergő és Blanka                | Ganxsta Zolee és Zoé                | Torghelle Sándor és Evelin             | Horváth Alexandra és Cristofer        | -                                 | -                                   | -                                |
| 27.  | -                                     | -                                   | -                                    | Kovács Áron és Máté                 | Szögeczki Ágnes és Patrik              | Szécsi Zoltán, Júlia, Marcell és Zénó | -                                 | -                                   | -                                |
| 28.  | -                                     | -                                   | -                                    | Kaszás Géza, Lilla és Nimród        | Erdélyi Mónika és Molli                | Erdei Zsolt és Viktor                 | -                                 | -                                   | -                                |
| 29.  | -                                     | -                                   | -                                    | Novodomszky Éva, Marco és Cristiano | Judy és Maja                           | Csollány Szilveszter, Kincső és Kitti | -                                 | -                                   | -                                |
| 30.  | -                                     | -                                   | -                                    | Ördög Nóra, Mici és Venci           | Berki Krisztián és Natasa              | Kucsera Gábor és Bence                | -                                 | -                                   | -                                |